# Shulanghu Dao
Shulanghu Dao är en ö i Kina. Den ligger i provinsen Zhejiang, i den östra delen av landet, omkring 220 kilometer öster om provinshuvudstaden Hangzhou. Arean är 3,6 kvadratkilometer. Den sträcker sig 3,1 kilometer i nord-sydlig riktning, och 3,8 kilometer i öst-västlig riktning.